# Смерть в сети
«Смерть в сети» (ориг. англ. «The Den») — фильм ужасов, снятый в 2013 году режиссёром Захари Донохью. Фильм снят при помощи скринкастинга, его действие демонстрируется через мониторы компьютеров персонажей.

## Сюжет
Элизабет Бентон — молодая студентка, не представляющая своей жизни без социальных сетей. Она получает грант на проведение некоего исследования. Суть его заключается в изучении привычек пользователей соцсетей, и для этого она использует некий сайт The Den, представляющий собой чат-рулетку. Элизабет должна сидеть в этой сети круглосуточно и общаться с людьми из разных уголков мира. Ей попадаются в основном извращенцы, шутники с весьма своеобразным чувством юмора, мошенники, но иногда и обычные люди. Также она общается со своим парнем Дэмиэном, лучшей подругой Дженни, другом Максом и беременной сестрой Линн.

## В ролях
| Актёр                  | Роль              | Оригинальная роль      |
| ---------------------- | ----------------- | ---------------------- |
| Мелани Папилиа         | Элизабетт Бентон  | Elizabeth "Liz" Benton |
| Дэвид Шлачтенхаутен    | Дэмиен Кларк      | Damien Clark           |
| Адам Шапиро            | Макс              | Max                    |
| Анна Маргарет Холлиман | Линн Бентон       | Lynn Benton            |
| Катя Певек             | Дженни            | Jenni                  |
| Мэтт Риди              | сержант Тисберт   | Sgt. Tisbert           |
| Энтони Дженнингс       | офицер Доусон     | Officer Dawson         |
| Сайда Аррика Экулона   | Салли             | Sally                  |
| Виктория Хэнлин        | Брианна           | Brianne                |
| Анушка Рани            | индийская девушка |                        |

## Художественные особенности
Весь фильм показан как происходящий в окошках различных приложений на экране ноутбука или через видеокамеру, которую несёт кто-то из персонажей.